# جون إم. سنودن
جون إم. سنودن هو شخصية أعمال وصحفي وناشر وسياسي أمريكي، ولد في 13 يناير 1776 في فيلادلفيا في الولايات المتحدة، وتوفي في 3 أبريل 1845 في Allegheny, Pennsylvania ‏ في الولايات المتحدة. نشط حزبياً في الحزب الجمهوري الديمقراطي. وقد انتخب عمدة بيتسبرغ ‏ (28 يونيو 1825 – 8 يناير 1828).